# Battaash
Battaash, né le 10 février 2014 est un cheval de course pur-sang. Il fut l'un des meilleurs sprinters de son époque, et remportant au cours de sa longue carrière les trois groupe 1 européens sur 1 000 mètres : les King's Stand Stakes, les Nunthorpe Stakes et le Prix de l'Abbaye de Longchamp.

## Carrière de course
Élevé en Irlande, Battaash passe aux ventes de yearlings de Tattersalls en octobre, où Hamdan Al Maktoum débourse 200 000 Guinées pour se l'offrir. Battaash est confié à l'entraîneur Charlie Hills, qui le fait débuter tôt, en mai 2016. Le poulain ne fait guère parler de lui à 2 ans, remportant son maiden avant d'échouer nettement dans une Listed. Dans la foulée, il est castré. Il revient en septembre, prend deux places dans des courses mineures et termine bien sa saison avec un accessit dans les Cornwallis Stakes, un groupe 3 disputé à Newmarket, dans laquelle il penche énormément, ce qui lui coûte un meilleur classement.     

Casaque de Hamdan bin Rashid Al Maktoum

Les choses sérieuses commencent l'année suivante. Battaash fait une rentrée tardive mais victorieuse dans une Listed en juin, tout en penchant encore beaucoup dans la ligne d'arrivée. Il enchaîne aussitôt par une première victoire de groupe dans une édition relevée des Sprint Stakes à Sandown. C'est plus qu'une victoire : Battaash fait une très grosse impression et montre qu'il s'est métamorphosé en quelques mois. Il grimpe donc les étages et se présente en favori dans les King George Stakes, où il fait connaissance avec celui qui sera désormais son partenaire privilégié, Jim Crowley. Nouvelle victoire, où Battaash s'offre le scalp d'un cador du sprint européen, Profitable. Le voilà installé dans l'élite de sa catégorie, et prêt à s'adjuger un premier groupe 1. Mais dans les Nunthorpe Stakes, il lui faudra affronter une pouliche surdouée, l'Américaine Lady Aurelia. Elle aussi avait fait des misères à Profitable, en juin, dans les King's Stand Stakes. Finalement, ce match à deux n'aura pas lieu, Battaash déçoit et ne peut faire mieux que quatrième, tandis que Lady Aurelia se fait souffler la victoire pour un nez par la très bonne Marsha. Tout le petit monde des sprinters, moins Lady Aurelia (et moins Harry Angel, auteur d'un impressionnant doublé July Cup / Haydock Park Sprint Cup), se retrouve pour le Prix de l'Abbaye de Longchamp, délocalisé à Chantilly pour cause de travaux à Longchamp. Et c'est Battaash qui s'impose, sans faire dans le détail, 4 longueurs devant Marsha. Pour autant, il n'est pas élu sprinter européen de l'année, cet honneur revenant à son contemporain et demi-frère Harry Angel, jugé un poil meilleur. Hélas les routes de ces deux fusées ne se croisent jamais.   
En 2018, le hongre revient en piste et gagne d'une tête les Temple Stakes avant de s'incliner face à l'excellent Blue Point dans les King's Stand Stakes. S'il remporte ensuite les King George Stakes, qui deviennent sa chasse gardé, il est défait tant dans les Nunthorpe Stakes que dans le Prix de l'Abbaye de Longchamp, terminant quatrième à chaque fois : c'est finalement une année moyenne pour lui. Meilleure est la suivante : Battaash, 5 ans, reproduit exactement son programme de l'année précédente et, bien qu'encore battu par Blue Point dans les King's Stand Stakes, il remporte trois de ses cinq courses, ajoutant enfin les Nunthorpe Stakes à son palmarès, à sa troisième tentative. C'est une victoire écrasante, et Battaash en profite pour ravir le record de la course (55"90) à son illustre prédécesseur Dayjur, autre grand champion sprinter défendant les couleurs de Shadwell. Il échoue complètement dans le Prix de l'Abbaye de Longchamp, sans doute rebuté par le terrain trop souple : l'automne et ses pistes alourdies ne sont pas pour lui, il ne quittera plus jamais l'Angleterre. Mais qu'à cela ne tienne : avec un rating FIAH de 126, le cinquième de l'année toutes distances confondues, Battaash est officieusement sacré numéro 1 mondial des sprinters. Timeform emboîte le pas et lui attribue un formidable rating de 136. Et pourtant le titre de sprinter européen de l'année lui échappe encore, attribué à Blue Point, qui n'a couru qu'au premier semestre mais a su rester, il est vrai, invaincu.    
En 2020, dans une saison amputée par l'épidémie de Covid-19, Battaash, toujours vaillant, reprend son programme estival devenu routine : King's Stand Stakes, King George Stakes, Nunthorpe Stakes. Trois courses, et trois victoires, dont un quadruplé inédit dans sa course fétiche, les King George Stakes. De plus, il devient le premier cheval depuis Lochsong en 1994 à pouvoir s'enorgueillir d'avoir remporté les trois meilleurs sprints d'Europe sur 1 000 mètres : les  King's Stand Stakes, les Nunthorpe Stakes et le Prix de l'Abbaye de Longchamp. Il est, enfin, sacré sprinter européen de l'année. Cette saison 2020, courte mais parfaite, aura été cependant un chant du cygne : Battaash court vite mais il est quand même rattrapé par son âge, et une opération subie pendant l'hiver lui a sans doute fait perdre quelques moyens. L'année suivante, il est nettement battu dans les King's Stand Stakes, puis dans les King George Stakes. Le cheval n'a plus envie. Battaash est alors envoyé à la retraite par l'héritière de Shadwell, Hamdan Al Maktoum étant décédé en mars, et, privé des joies du haras par sa condition de hongre, il coule des jours heureux dans son haras anglais.     

### Résumé de carrière
| Date         | Hippodrome  | Pays        | Course                        | Statut      | Distance    | Jockey      | Place       | Écart       | Vainqueur ou deuxième |
| 2016, 2 ans  | 2016, 2 ans | 2016, 2 ans | 2016, 2 ans                   | 2016, 2 ans | 2016, 2 ans | 2016, 2 ans | 2016, 2 ans | 2016, 2 ans | 2016, 2 ans           |
| ------------ | ----------- | ----------- | ----------------------------- | ----------- | ----------- | ----------- | ----------- | ----------- | --------------------- |
| 18 mai       | Bath        | Royaume-Uni | Novice Stakes                 | Maiden      | 1 000 m     | M. Murphy   | 1er / 7     | 4           | Leontes               |
| 14 juin      | Ascot       | Royaume-Uni | Windsor Castle Stakes         | Listed      | 1 000 m     | P. Hanagan  | 12e / 22    | 8 ¾         | Ardad                 |
| 7 septembre  | Doncaster   | Royaume-Uni | Condition Stakes              |             | 1 200 m     | D. O'Neill  | 3e / 5      | 3 ¾         | Lost At Sea           |
| 23 septembre | Haydock     | Royaume-Uni | Nursery                       | Handicap    | 1 000 m     | D. O'Neill  | 3e / 15     | 2           | Merry Banter          |
| 7 octobre    | Newmarket   | Royaume-Uni | Cornwallis Stakes             | Gr. 3       | 1 000 m     | P. Hanagan  | 3e / 9      | 2           | Mrs Danvers           |
| 2017, 3 ans  |             |             |                               |             |             |             |             |             |                       |
| 17 juin      | Sandown     | Royaume-Uni | Scurry Stakes                 | Listed      | 1 000 m     | D. O'Neill  | 1er / 9     | 1 ¼         | Koropick              |
| 8 juillet    | Sandown     | Royaume-Uni | The Sprint Stakes             | Gr. 3       | 1 000 m     | D. O'Neill  | 1er / 10    | 3 ¼         | Mirza                 |
| 4 août       | Newmarket   | Royaume-Uni | King George Stakes            | Gr. 2       | 1 000 m     | J. Crowley  | 1er / 11    | 2 ¼         | Profitable            |
| 25 août      | York        | Royaume-Uni | Nunthorpe Stakes              | Gr. 1       | 1 000 m     | J. Crowley  | 4e / 11     | 5 ¼         | Marsha                |
| 1er octobre  | Chantilly   | France      | Prix de l'Abbaye de Longchamp | Gr. 1       | 1 000 m     | J. Crowley  | 1er / 13    | 4           | Marsha                |
| 2018, 4 ans  |             |             |                               |             |             |             |             |             |                       |
| 26 mai       | Haydock     | Royaume-Uni | Temple Stakes                 | Gr. 2       | 1 000 m     | D. O'Neill  | 1er / 11    | tête        | Washington DC         |
| 19 juin      | Ascot       | Royaume-Uni | King's Stand Stakes           | Gr. 1       | 1 000 m     | J. Crowley  | 2e / 14     | 1 ¾         | Blue Point            |
| 4 août       | Newmarket   | Royaume-Uni | King George Stakes            | Gr. 2       | 1 000 m     | J. Crowley  | 1er / 11    | 4           | Take Cover            |
| 25 août      | York        | Royaume-Uni | Nunthorpe Stakes              | Gr. 1       | 1 000 m     | J. Crowley  | 4e / 15     | 2 ½         | Alpha Delphini        |
| 1er octobre  | Longchamp   | France      | Prix de l'Abbaye de Longchamp | Gr. 1       | 1 000 m     | J. Crowley  | 4e / 16     | 1           | Mabs Cross            |
| 2019, 5 ans  |             |             |                               |             |             |             |             |             |                       |
| 25 mai       | Haydock     | Royaume-Uni | Temple Stakes                 | Gr. 2       | 1 000 m     | J. Crowley  | 1er / 6     | 2 ½         | Alpha Delphini        |
| 18 juin      | Ascot       | Royaume-Uni | King's Stand Stakes           | Gr. 1       | 1 000 m     | J. Crowley  | 2e / 12     | 1 ¼         | Blue Point            |
| 2 août       | Newmarket   | Royaume-Uni | King George Stakes            | Gr. 2       | 1 000 m     | J. Crowley  | 1er / 9     | 3/4         | Houtzen               |
| 23 août      | York        | Royaume-Uni | Nunthorpe Stakes              | Gr. 1       | 1 000 m     | J. Crowley  | 1er / 11    | 3 ¾         | Soldier's Call        |
| 6 octobre    | Longchamp   | France      | Prix de l'Abbaye de Longchamp | Gr. 1       | 1 000 m     | J. Crowley  | 14e / 15    | 17 ¾        | Glass Slippers        |
| 2020, 6 ans  |             |             |                               |             |             |             |             |             |                       |
| 16 juin      | Ascot       | Royaume-Uni | King's Stand Stakes           | Gr. 1       | 1 000 m     | J. Crowley  | 1er / 11    | 2 ¼         | Equilateral           |
| 31 juillet   | Newmarket   | Royaume-Uni | King George Stakes            | Gr. 2       | 1 000 m     | J. Crowley  | 1er / 7     | 2 ¼         | Glass Slippers        |
| 21 août      | York        | Royaume-Uni | Nunthorpe Stakes              | Gr. 1       | 1 000 m     | J. Crowley  | 1er / 8     | 1           | Que Amoro             |
| 2021, 7 ans  |             |             |                               |             |             |             |             |             |                       |
| 15 juin      | Ascot       | Royaume-Uni | King's Stand Stakes           | Gr. 1       | 1 000 m     | J. Crowley  | 4e / 16     | 2 ½         | Oxted                 |
| 31 juillet   | Newmarket   | Royaume-Uni | King George Stakes            | Gr. 2       | 1 000 m     | J. Crowley  | 7e / 13     | 7 ½         | Suesa                 |

## Origines
Battaash est un fils de l'excellent étalon Dark Angel, qui monnayait ses services à 12 000 € l'année où il fut conçu, et qui depuis a grimpé jusqu'à 85 000 € et obtenu un titre de champion sire en 2024. Ce fils du rapide Acclamation ne courut qu'à 2 ans, où il s'adjugea les Mill Reef Stakes (Gr.2) et les Middle Park Stakes. Il a transmis sa vitesse à sa progéniture, comme en témoignent les sprinters Lethal Force (Diamond Jubilee Stakes, July Cup), Mecca's Angel (double lauréat des Nunthorpe Stakes) ou Harry Angel (July Cup, Haydock Park Sprint Cup). 
Anna Law, la mère, n'a rien montré en compétition mais s'est illustrée au haras puisque, outre Battaash, elle a donné son propre frère The Antarctic, acheté yearling par Coolmore pour 750 000 Guinées, et qui a gagné le Prix de Cabourg (Gr.3) et pris la deuxième place du Prix Robert Papin. Anna Law est une sœur de Etlaala (par Selkirk), vainqueur des Champagne Stakes à 2 ans et placé de la July Cup, et de Selective (lui aussi par Selkirk), qui prit une place dans un groupe 3. C'est un pedigree orienté sur la vitesse, mais on trouve aussi sous la quatrième mère Krakow le lauréat du Prix Royal Oak 1986, Braashee. 

### Pedigree
| Origines de Battaash (IRE), hongre bai né en 2014 | Origines de Battaash (IRE), hongre bai né en 2014 | Origines de Battaash (IRE), hongre bai né en 2014 | Origines de Battaash (IRE), hongre bai né en 2014 |
| ------------------------------------------------- | ------------------------------------------------- | ------------------------------------------------- | ------------------------------------------------- |
| Père Dark Angel 2005                              | Acclamation 1999                                  | Royal Applause                                    | Waajib                                            |
| Père Dark Angel 2005                              | Acclamation 1999                                  | Royal Applause                                    | Flying Melody                                     |
| Père Dark Angel 2005                              | Acclamation 1999                                  | Princess Athena                                   | Ahonoora                                          |
| Père Dark Angel 2005                              | Acclamation 1999                                  | Princess Athena                                   | Shopping Wise                                     |
| Père Dark Angel 2005                              | Midnight Angel 1994                               | Machiavellian                                     | Mr. Prospector                                    |
| Père Dark Angel 2005                              | Midnight Angel 1994                               | Machiavellian                                     | Coup de Folie                                     |
| Père Dark Angel 2005                              | Midnight Angel 1994                               | Night at Sea                                      | Night Shift                                       |
| Père Dark Angel 2005                              | Midnight Angel 1994                               | Night at Sea                                      | Into Harbour                                      |
| Mère Anna Law 2010                                | Lawman 2004                                       | Invincible Spirit                                 | Green Desert                                      |
| Mère Anna Law 2010                                | Lawman 2004                                       | Invincible Spirit                                 | Rafha                                             |
| Mère Anna Law 2010                                | Lawman 2004                                       | Laramie                                           | Gulch                                             |
| Mère Anna Law 2010                                | Lawman 2004                                       | Laramie                                           | Light The Lights                                  |
| Mère Anna Law 2010                                | Portelet 1992                                     | Night Shift                                       | Northern Dancer                                   |
| Mère Anna Law 2010                                | Portelet 1992                                     | Night Shift                                       | Ciboulette                                        |
| Mère Anna Law 2010                                | Portelet 1992                                     | Noirmant                                          | Dominion                                          |
| Mère Anna Law 2010                                | Portelet 1992                                     | Noirmant                                          | Krakow (Famille 4-k)                              |